# Torneo de Gstaad 2024
El EFG Swiss Open Gstaad 2024 fue un torneo de tenis perteneciente al ATP Tour 2024 en la categoría ATP Tour 250. El torneo tuvo lugar en la ciudad de Gstaad (Suiza), desde el 15 hasta el 21 de julio de 2024 sobre tierra batida.

## Distribución de puntos
| Modalidad            | Campeón | Finalista | Semifinales | Cuartos de final | 2ª ronda | 1ª ronda | Clasificados | 2ª ronda de clasificación | 1ª ronda de clasificación |
| Individual masculino | 250     | 165       | 100         | 50               | 25       | 0        | 13           | 7                         | 0                         |
| Dobles masculino     | 250     | 150       | 90          | 45               | 20       | 0        | -            | -                         | -                         |

## Cabezas de serie

### Individuales masculino
| Tenista                 | Ranking | Preclasificado |
| Stefanos Tsitsipas      | 11      | 1              |
| Ugo Humbert             | 16      | 2              |
| Félix Auger-Aliassime   | 17      | 3              |
| Tomás Martín Etcheverry | 31      | 4              |
| Jan-Lennard Struff      | 41      | 5              |
| Matteo Berrettini       | 59      | 6              |
| Fabio Fognini           | 94      | 7              |
| Stan Wawrinka           | 95      | 8              |

- Ranking del 1 de julio de 2024.[2]

### Dobles masculino
| Tenista                            | Ranking | Preclasificado |
| Jamie Murray Adam Pavlásek         | 63      | 1              |
| Santiago González Skander Mansouri | 74      | 2              |
| Yuki Bhambri Albano Olivetti       | 101     | 3              |
| Nicolás Barrientos Luke Johnson    | 119     | 4              |
| Sander Arends Robin Haase          | 134     | 5              |
| Romain Arneodo Sam Weissborn       | 148     | 6              |
| Matwé Middelkoop Denys Molchanov   | 155     | 7              |
| Andre Begemann Victor Cornea       | 162     | 8              |

## Campeones

### Individual masculino
Matteo Berrettini venció a  Quentin Halys por 6-3, 6-1

### Dobles masculino
Yuki Bhambri /  Albano Olivetti vencieron a  Ugo Humbert /  Fabrice Martin por 3-6, 6-3, [10-6]